# Martial Solal

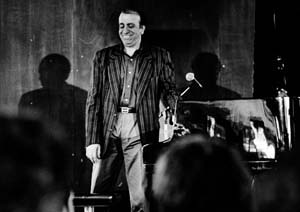
Martial Solal en 1988.

Martial Solal (Argel, Argelia, 23 de agosto de 1927-Versalles, 12 de diciembre de 2024) fue un compositor y pianista de jazz francés. Sobre todo es conocido por la música que escribió para la película de Jean-Luc Godard À bout de souffle.

## Biografía
El interés y estudio de la música le llegó tempranamente y por tradición familiar, ya que su madre fue cantante de ópera. Solal empezó a estudiar piano a los seis años. Su interés por el jazz le llegaría a partir de 1942, influenciado por la música de Teddy Wilson, Earl Hines y, especialmente, Art Tatum. Debutó profesionalmente en 1945 en el Hotel Sherezade de Argelia. También interpretó para la Radio Nacional de Marruecos (Radio Rabat) durante su paso por el ejército. Después de licenciarse, se trasladó a París en 1950, donde, después de unos reveses, lo contrató Benny Bennett y, posteriormente, Roger Guerin, en 1953. Solal tuvo la oportunidad de tocar y grabar con el maestro de la guitarra Django Reinhardt.
Una de sus últimas formaciones más sobresaliente fue el trío formado con Paul Motian y Gary Peacok, con quienes grabó el disco Just Friend para la discográfica Dreyfus Jazz y con el que hicieron una gira con la Orquesta Nacional de Francia. 
En 1989, creó el Concurso Internacional de piano Martial Solal, que ha llegado a ser uno de los premios más prestigiosos.

## Colaboraciones
Colaboró con numerosas personalidades de la música y el cine, como Lee Konitz, Michel Portal, Didier Lockwood, Dizzy Gillespie, Chet Baker, Stan Getz, Stéphane Grappelli, Phil Woods, Carmen McRae, Marc Johnson, Peter Erskine, Sidney Bechet, Gary Peacock, Paul Motian, etcétera.

## Premios y reconocimientos
Entre otros, ha recibido:
- 1956: Premio Django Reinhardt, la más alta distinción musical de Francia en el jazz dado por la Academia Francesa del Jazz.

## Discografía
Ha participado en más de cien discos.
- 1953 The Complete Vogue Recordings, Vol. 1 – Trios And Quartet (Vogue/BMG, 1953–56)
- 1954 The Complete Vogue Recordings, Vol. 2 – Trios And Solos (Vogue/BMG, 1954–56)
- 1955 The Complete Vogue Recordings, Vol. 1 – Trio And Big Band (Vogue/BMG, 1955–58)
- 1965 Solal Series – Zo-Ko-So (MPS) con Hans Koller y Attila Zoller
- 1970 Sans Tambour Ni Trompette (RCA)
- 1971 En Solo (RCA)
- 1975 Duo In Paris (Dreyfus) con Joachim Kühn
- 1983 Bluesine (Soul Note)
- 1984 Plays Hodeir (OMD)
- 1984 Martial Solal Big band (Dreyfus)
- 1990 Tryptique (Adda)
- 1993 Solal-Lockwood (JMS)
- 1993 Improvisie Pour France Musique (JMS)
- 1994 Triangle (JMS) con Marc Johnson y Peter Erskine
- 1997 Just Friends (Dreyfus) con Gary Peacock y Paul Motian
- 1998 Ballade du 10 Mars (Soul Note)
- 1998 Jazz’n (e) motion (BMG/RCA)
- 1997 Plays Ellington (Dreyfus)

### Música para películas
- Deux hommes dans Manhattan (1959, Jean-Pierre Melville)
- À bout de souffle (1960, Jean-Luc Godard)
- Léon Morin, prêtre (1961, Jean-Pierre Melville)
- Échappement libre (1963, Jean Becker)
- L'affaire d'une nuit  (1960, Henri Verneuil)
- Le testament d'Orphée  (1960, Jean Cocteau)
- Ballade à blanc  (1983, Bertrand Gauthier)
- Les ennemis (1962, Edouard Molinaro)
- Les acteurs (2000, Bertrand Blier)
- Le procès (1962, Orson Welles)